# Luca Rota
Luca Rota (Ponte San Pietro, província de Bèrgam, 24 de juny de 1963) va ser un ciclista italià, que fou professional entre 1985 i 1993.

## Palmarès

### Resultats al Giro d'Itàlia
- 1985. 24è de la classificació general
- 1986. No surt (20a etapa)
- 1988. 52è de la classificació general
- 1989. Abandona (21a etapa)